# L'Espunyola
L'Espunyola è un comune spagnolo situato nella comunità autonoma della Catalogna.